# سرخاکستری‌ها
سرخاکستری‌ها (نام علمی: Poliocephalus) نام یک سرده از تیره کشیم است.

## گونه‌ها
- کشیم خاکستری, Poliocephalus poliocephalus
- کشیم نیوزیلند, Poliocephalus rufopectus